# 云浮郡
雲浮郡，中国唐朝时设置的郡。
唐玄宗天宝元年（742年），改勤州置雲浮郡。治所在富林县（今广东省云浮市云安县西南富林镇）。下辖富林县、铜陵县（今广东省阳春春湾镇山角村云林河北岸）。辖境相当今广东省云浮市西南部和阳春市北部。唐肃宗乾元元年（758年）复改为勤州。